# Hoplandrothrips gynandrus
Hoplandrothrips gynandrus är en insektsart som beskrevs av Ian A. Hood 1927. Hoplandrothrips gynandrus ingår i släktet Hoplandrothrips och familjen rörtripsar. Inga underarter finns listade i Catalogue of Life.